# Hjälter Skelter
Hjälter Skelter är det andra studioalbumet av det svenska punkbandet The Krixhjälters från Stockholm. Det gavs ut 1988 i 1500 exemplar i marmorgrå vinyl. Detta var gruppens första skivsläpp på Chicken Brain Records (CBR). All text och musik av The Krixhjälters. 

## Låtlista
1. "Intro: Fleischcarousel" – 1:06
2. "Who Am I to Judge?" – 3:01
3. "Let Us be Merry" – 3:53
4. "Subwishion" – 4:13
5. "The End Is Closing In" – 3:29

## Banduppsättning
- Pontus Lindqvist - bas, sång
- Rasmus Ekman - gitarr, sång
- Stefan Kälfors - trummor, sång
- Per Ström - gitarr, sång

### Gästmusiker
- Bo Lindenstrand - saxofon